# Галей Цахаль
Гале́й Ца́халь («Галей ЦАХАЛ») (ивр. גלי צה"ל‎, На (радио)волнах ЦАХАЛа; обычно используется в сокращение «Галац» — ивр. גל"צ‎) — общенациональная радиостанция Армии обороны Израиля (АОИ, ЦАХАЛа).
Главная редакция радиостанции находится в Яффо, имеются также студии в Иерусалиме. «Галей Цахаль» передаёт новостные блоки, комментарии, музыку, отчёты о положении на автодорогах, общеобразовательные программы для широкой общественности, а также развлекательные и информационные программы для военнослужащих.
В состав сети «Галей Цахаль» также входит отдельная радиостанция «Гальгалац» (ивр. גלגל"צ‎), транслирующая только музыку и отчёты о положении на автодорогах.
«Галей Цахаль» транслируется на иврите круглосуточно семь дней в неделю. Основная часть программы транслируется на Европу на коротких волнах, а также в Интернете. 
Персонал станции включает как военнослужащих, так и гражданских лиц.

## История
Радиостанция «Галей Цахаль» официально начала своё вещание 24 сентября 1950 года как наследница радиостанции организации Хагана, начавшей подпольное вещание для еврейской аудитории в 1940 году во время Британского мандата и перешедшей на легальную основу во время войны за независимость. Первую трансляцию радио «Галей Цахаль» в 1950 году открыл тогдашний премьер-министр Израиля Давид Бен-Гурион. В первой трансляции «Галей Цахаль» участвовала также будущая израильская писательница Шуламит Харэвен.
Начав с армейской аудитории в 1956 году радиостанция получила статус общенациональной. Согласно закону 1956 года (параграф 48) об израильском «Управлении вещания» (Рашут ха-Шидур,  Israeli Broadcasting Authority (IBA), ныне - Управления телерадиовещания), «Галей Цахаль» самостоятельно определяет свою политику в передачах для военнослужащих и должна согласовывать её с Управлением в передачах для общенациональной аудитории. На практике согласование программ с IBA является лишь технической мерой, так как две организации пытаются сохранить чёткое различие между ними, при том, что обе они часто конкурируют за внимание одной аудитории.
Со временем «Галей Цахаль» значительно расширилась. Этому, в частности, способствовали войны и военные конфликты. Так, в результате Шестидневной войны 1967 года, в качестве трофеев АОИ стало современное по тогдашним меркам оборудование популярной иорданской радиостанции в Рамалле. Это оборудование было передано «Галей Цахаль», что позволило улучшить уровень её передач.
В 1973 году, во время войны Судного дня, «Галей Цахаль» стала первой в Израиле радиостанцией, работающей  круглосуточно, что способствовало расширению её аудитории и популярности её передач.  С тех пор она работает 24 часа в сутки 7 дней в неделю.
В 1982 году, во время войны в Ливане, станция начала сотрудничать с израильским образовательным телевидением (IETV). Это военное сотрудничество привело к появлению телепередачи «Эрев Хадаш» (ивр. ערב חדש‎, «Вечерние новости»), включавшей новостные блоки и комментарии, ставшей тогда новым словом в телевещании на иврите. Сотрудничество «Галей Цахаль» с IETV закончилась в 1994 году.
В 1993 году при «Галей Цахаль» была создана отдельная станция «Гальгалац» (ивр. גלגל"צ‎), транслирующая только музыку и отчёты о положении на автодорогах.
«Галей Цахаль» стала первой радиостанцией на иврите, отказавшейся от официального стиля вещания. В её развлекательных программах для солдат впервые стал использоваться разговорный иврит в прямом эфире. С момента получения права на передачу новостей она использует менее официальный язык, чем радио «Коль Исраэль». Такой стиль вещания оказался очень популярным, особенно среди двух  возрастных групп: молодёжи и пенсионеров, поскольку молодёжь всегда склонна использовать менее формальный и современный язык, а пожилые люди, среди которых было достаточно много тех, кто не вырос в среде языка иврит, чувствовали себя более комфортно, слушая передачи на разговорным языке, нежели на более высоком, но мало используемом иврите.
Одним из ди-джеев радиостанции стал известный израильский музыкант Яир Ницани, лидер рок-группы «T-Slam».

## Управление, современный статус
«Галей Цахаль» относится к подразделению «образования и молодёжи» Управления личного состава АОИ и возглавляется командиром, назначаемым министром обороны на срок от 3 до 5 лет. Он имеет военное звание «алуф мишне», соответствующее званию полковника, хотя, по сути, его работа имеет управленческий и редакционный характер.
В феврале 2012 года было принято решение назначить на должность командира станции журналиста Ярона Декеля вместо Ицхака Туника, ушедшего с поста в декабре 2011 года.
Главная редакция радиостанции находится в Яффо, имеются также студии в Иерусалиме. Персонал станции включает как военнослужащих, так и гражданских лиц.
С начала 2009 года пассажиры авиакомпании «Эль-Аль» могут слушать музыкальные передачи «Галей Цахаль» и «Галац».
Радиостанция финансируется из бюджета министерства обороны и за счёт рекламы. Данные о её бюджете не публикуются. На начало 2011 года передачи радиостанции включали только пять программ, посвящённых армейским темам, что составляло 4% от общего числа её передач.